# Halah Qūsh
Halah Qūsh (persiska: هَلَه قوش, هله قوش) är en ort i Iran.   Den ligger i provinsen Västazarbaijan, i den nordvästra delen av landet, 600 km väster om huvudstaden Teheran. Halah Qūsh ligger 1 834 meter över havet och antalet invånare är 210.
Terrängen runt Halah Qūsh är huvudsakligen kuperad, men åt nordväst är den platt. Runt Halah Qūsh är det ganska tätbefolkat, med 185 invånare per kvadratkilometer. Närmaste större samhälle är Jalqarān, 4,3 km väster om Halah Qūsh. Trakten runt Halah Qūsh består i huvudsak av gräsmarker.